# 康帕尼亚德索
康帕尼亚德索（法語：Campagna-de-Sault，法語發音：[kɑ̃paɲa də so] ⓘ）是法国奥德省的一个市镇，属于利穆区。

## 地理
康帕尼亚德索（42°45'34"N, 2°3'14"E）面积10.4 平方千米，位于法国奧克西塔尼大區奥德省，该省份为法国南部沿海省份，北起塔恩省，西北接上加龙省，西接阿列日省，南至东比利牛斯省，东临地中海，东北与埃罗省接壤。
与康帕尼亚德索接壤的市镇（或旧市镇、城区）包括：米雅内斯、鲁兹、丰塔内斯德索、马聚比、尼奥尔德索、罗多姆。
康帕尼亚德索的时区为UTC+01:00、UTC+02:00（夏令时）。

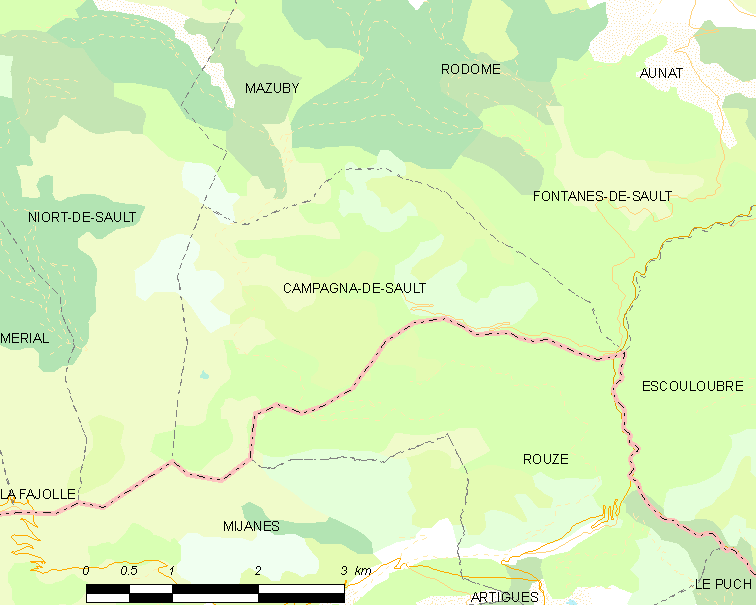
康帕尼亚德索的OSM定位图

## 行政
康帕尼亚德索的邮政编码为11140，INSEE市镇编码为11062。

## 政治
康帕尼亚德索所属的省级选区为上奥德河谷县。

## 人口

1962-2008年间康帕尼亚德索人口变化图示

康帕尼亚德索于2022年1月1日时的人口数量为19人。